# 대한제국 황실
대한제국 황실 또는 조선 왕실은 조선의 왕실이자 그 후신인 대한제국의 황실을 말한다. 일제강점기에는 이왕가로서 귀족 지위를 가졌다. 전주 이씨 가문의 태조 이성계가 세웠으며, 대한제국 초대 황제 고종의 장남 순종이 후사가 없어 차남 의친왕계 후손들로 대한제국 황실이 어이지고 있다.

## 역사

### 광무 연호 이전 (1863년~1897년)
- 1863년: 고종, 12세의 나이로 즉위, 세도 정치 타파와 쇄국정치를 내세운 부친 흥선대원군이 1873년까지 10년간 정국을 주도함.
- 1868년: 고종의 장자 완화군 이선 탄생.
- 1873년: 최익현 등의 보수적 유학자들을 앞세운 고종의 견제로 흥선대원군 실각, 흥선대원군과 대립하였던 명성황후와 외척세력은 개방정책을 추진.
- 1874년: 고종과 명성황후 사이에서 이척(순종) 탄생
- 1875년: 이척이 왕세자로 책봉됨.
- 1877년: 고종의 아들 의친왕 이강 탄생.
- 1880년: 완화군 이선 12살의 나이로 일찍 요절.
- 1881년: 고종의 이복형 이재선, 역모 사건으로 참수
- 1882년: 임오군란으로 흥선대원군 재집권하나 청나라의 개입으로 실각함.
- 1884년: 갑신정변으로 민영목 등 민씨 일파 일부 살해당함.
- 1886년: 이주원 출생
- 1893년: 의화군(의친왕 이강), 김수덕과 혼인
- 1894년: 갑오개혁 때 '개국' 연호를 사용함. 민씨를 견제하려는 일본의 힘으로 흥선대원군 재집권하나 1달이 안되어 실각.
- 1895년: 홍범 14조 반포와 동시에 왕세자 이척이 왕태자로 책봉됨.
- 1895년: 을미사변으로 왕후 민씨가 시해당한 후, 폐서인됨.
- 1895년 ~ 1896년: 을미개혁 때 연호를 건양으로 고침. 고종이 러시아 대사관으로 아관파천을 함.

### 광무 연간 (1897년 ~ 1907년)
- 1897년(광무 원년)
  - 2월 20일, 고종, 아관파천 마치고 경운궁(덕수궁)으로 다시 환궁.
  - 10월 12일, 환궁 후 덕수궁에 있던 원구단(환구단)에 나아가 (칭원 건제)를 함으로써 대한제국 선포
  - 10월 12일, 폐비 민씨를 명성황후로 추증, 왕태자 이척을 황태자로 책봉, 완화군 이선을 완친왕으로 추증.
  - 10월 20일, 황자 이은(영친왕, 의민태자) 탄생.
  - 11월 20일, 독립문이 완공되었다.
  - 광무개혁 추진.
- 1898년(광무 1년)
  - 1월 고종황제의 모친 여흥부대부인 민씨 서거.
  - 2월 22일, 고종황제의 부친 흥선대원군 서거.
- 1899년 8월 14일 대한국 국제(헌법) 반포.
- 1900년(광무 3년)
  - 의화군 이강을 의친왕에, 황자 이은을 영친왕에, 고종의 친형 이재면을 완흥군에 책봉함.
- 1904년(광무 7년)
  - 8월 28일, 황태자비 민씨 사망.
- 1905년(광무 8년)
  - 11월 17일, 을사 늑약 체결.
- 1906년(광무 9년)
  - 황태자비 윤씨 책봉.
  - 의친왕 이강, 미국유학 후 귀국 대한제국 육군부장(3성장군), 대한적십자사 총재에 임명
- 1907년(광무 10년)
  - 흥선대원군을 흥선헌의대원왕(興宣獻懿大院王)으로 추숭함.
  - 고종의 서형 이재선을 완은군에 추존함.
  - 2월, 대구에서 국채보상운동 시작, 헤이그 밀사 사건.
  - 7월 20일, 헤이그 밀사 사건을 이유로 일본이 고종을 강제 퇴위시키고, 순종이 일본에 의하여 강제로 황제 자리에 오름.

### 융희 연간 (1907년 ~ 1910년)
- 1907년(융희 원년)
  - 7월, 순종 즉위, 황태자비 윤씨가 순정효황후가 됨.
  - 사망한 황태자비 민씨를 순명효황후로 추존함.
  - 순종 황제 즉위 거부, 국정공백 발생하자 의친왕 이강이 황제 대리청정
  - 의친왕을 껄끄럽게 여긴 일제에 의해 급히 영친왕이 황태자에, 이토 히로부미에 의해 일본으로 강제 유학행.
- 1909년(융희 2년)
  - 의친왕의 장남 이건 탄생.
- 1910년(융희 3년)
  - 8월 29일, 대한제국이 일본에 강제 병합됨(경술국치).
  - 이재면 (황족)을 흥친왕에 책봉함.
  - 일본이 나라 이름을 한반도의 이름을 조선으로 바꾸고 일본 헌병군인들을 조선반도에 배치하여 식민지 통치 지배 시작함.

### 이왕가 연간 (1910년 ~ 1945년)
- 1911년: 7월, 이왕세자 이은의 모친 순헌황귀비 천연두로 사망.
- 1912년
  - 9월 9일, 고종의 형 흥친왕 이재면 사망.
  - 고종황제의 고명딸 덕혜옹주 탄생.
  - 의친왕의 차남 이우 왕자 탄생.

1914년
- 1917년
  - 3월 22일, 흥친왕 이재면의 아들 이준용 사망.
  - 조선 총독 데라우치 마사타케의 지시로 덕혜옹주가 일본 황실 황녀로 입적됨
  - 의친왕의 차남 이우, 이준용의 양자로 들어가 공으로 책봉됨, 운현궁 종주에 오름.
- 1919년
  - 1월 21일, 일본대신이 고종황제께 독이 든 식혜를 진상하고 먹고 나서 고종 황제께서 독살당함(고종황제폐하 붕어).
  - 2.8 독립선언 발표.
  - 3월 1일, 고종의 인산일에 맞추어 3.1 운동이 전국적으로 전개.
  - 의친왕, 대한민국임시정부 요청으로 상해로 망명하여 독립 운동에 참여하려 하나 만주에서 발각, 체포
- 1920년: 영친왕 이은, 일본 황족 여성인 이방자와 혼인
- 1921년: 영친왕 이은의 아들 이진 탄생
- 1922년: 이은 일가 조선 방문하고 일본으로 돌아가려던 중, 아들 이진이 갑작기 발작을 일으키다가 요절함.
- 1925년: 덕혜옹주 일본에 의해 강제로 일본 유학행으로 일본 도쿄 학습원에 입학
- 1926년
  - 4월 24일, 순종황제  붕어
  - 6월 10일, 순종의 인산, 6.10 만세 운동전개 되었으나 일본군이 만세 운동 주동자를 색출하면서 실패로 돌아감.
  - 의민황태자 이은, 이왕직 왕위 계승
- 1930년: 계속되는 독립운동으로 의친왕, 일제에 의해 공 작위와 사동궁을 강제로 장남 이건에게 상속, 의친왕 일본에 끌려감
- 1931년
  - 이왕 이은의 둘째 아들 이구 탄생
  - 덕혜옹주와 쓰시마섬 도주 소 다케유키 강제 혼인
  - 이건, 일본 황족 마츠다이라 요시코와 혼인
- 1932년: 덕혜옹주가 딸 정혜(일본식 이름:소 마사코)를 낳음
- 1935년: 의 이우 왕자, 박찬주와 혼인

### 해방 이후 (1945년 ~ )
- 1945년
  - 8월 7일 이우, 일본 히로시마에서 원자폭탄에 의한 피폭으로 그 자리에서 즉사.
  - 8월 15일 광복, 이우의 장례식이 서울운동장에서 거행.
- 1946년: 쇼와 천황이 연합군에 무조건 항복(降伏)를 함과 동시에 인간선언(人間宣言)을 함. (왕공족 제도 폐지(蔽止)), 영친왕, 이왕 자격 상실.
- 1947년: 이건, 모모야마 겐이치(桃山賢一郞)로 개명하고 일본 정식으로 귀화하면서 대한제국 황실 간의 인연 끊음.
- 1951년: 모모야마 겐이치(桃山賢一郞), 마츠다이라 요시코(松平佳子)와 이혼하고 마에다 요시코(前田佳子)와 재혼
- 1953년: 덕혜옹주, 소 다케유키와 이혼
- 1955년
  - 8월 14일, 의친왕 사망, 아들 이곤이 의친왕 후계를 잇고 사동궁 종주가 됨
  - 덕혜옹주의 딸 정혜, 행방불명
  - 덕혜옹주 이혼
- 1959년: 10월 25일, 이구, 우크라이나계 미국인 줄리아 멀록과 결혼
- 1960년: 순정효황후 환궁
- 1962년: 1월 26일, 덕혜옹주 대한민국으로 귀국
- 1963년: 대통령 박정희의 초청으로 영친왕 가족 대한민국으로 귀국, 낙선재에 기거
- 1965년: 한일기본조약으로 한일병합조약을 포함한 1910년 이전 대한제국과 대일본제국간의 모든 조약의 무효를 확인함
- 1966년: 2월 3일, 순정효황후 사망
- 1970년: 5월 1일, 영친왕 사망, 의민황태자로 존숭됨
- 1971년: 영친왕기념사업회 발족
- 1982년: 이구, 줄리아 멀록과 이혼
- 1984년: 의친왕 후계자 이곤, 교통사고로 사망, 장남 이준이 사동궁 사손 임명
- 1987년: 고종의 딸이라고 주장하던 이문용 사망
- 1989년
  - 4월 21일, 덕혜옹주 뇌졸종으로 사망, 장조카 이준이 상주로 영결식 거행
  - 4월 30일, 영친왕비 이방자 사망
  - 5월 8일, 영친왕비 장례식이 대한민국 국민장으로 거행
- 1991년: 모모야마 겐이치(이건) 사망
- 1995년: 7월 13일, 이우의 부인 박찬주 사망
- 1996년: 이구, 전주이씨대동종약원 명예총재에 오름
- 2005년: 7월 16일, 이구 사망, 이상협이 봉사자(奉祀者)으로 결정됨.
- 2022년: 황실후손단체 의친왕기념사업회 발족

## 대한제국 역대 종주
```
※ 목조~환조의 즉위년은 천호직을 물려 받았을 때이다. 추존 왕의 재위년도는 대리청정기간 혹은 세자기간이다.
```

```
선원선계
1세 시조고
2세 이자연
3세 이천상
4세 이광희
5세 이입전
6세 이긍휴
7세 이염순
8세 이승삭
9세 이충경
10세 이경영
11세 이충민
12세 이화
13세 이진유
14세 이궁진
15세 이용부
16세 이린
17세 선조고
```

```
선원본계
1대 목조성목대왕(1255년 ~ 1274년)
2대 익조성익대왕(1274년 ~ 1311년)
3대 도조성도대왕(1311년 ~ 1342년)
4대 완창대군(1342년 ~ 1342년)
5대 환조성환대왕(1342년 ~ 1361년)
6대 태조고황제(1361년 ~ 1398년)
7대 정종순효대왕(1398년 ~ 1400년)
8대 태종광효대왕(1400년 ~ 1418년)
9대 세종명효대왕(1418년 ~ 1450년)
10대 문종성효대왕(1450년 ~ 1452년)
11대 단종돈효대왕(1452년 ~ 1455년)
12대 세조인효대왕(1455년 ~ 1468년)
13대 덕종의경대왕(1468년 ~ 1468년)
14대 예종소효대왕(1468년 ~ 1469년)
15대 성종공효대왕(1469년 ~ 1495년)
16대 연산위무폐왕(1495년 ~ 1506년)
17대 중종성효대왕(1506년 ~ 1544년)
18대 인종흠효대왕(1506년 ~ 1544년)
19대 명종경효대왕(1545년 ~ 1567년)
20대 선조달효대왕(1567년 ~ 1608년)
21대 광해숭업폐왕(1608년 ~ 1620년)
22대 원종장효대왕(1620년 ~ 1620년)
복위 광해숭업폐왕(1620년 ~ 1623년)
23대 인조순효대왕(1623년 ~ 1649년)
24대 효종정덕대왕(1649년 ~ 1659년)
25대 현종창효대왕(1659년 ~ 1674년)
26대 숙종원효대왕(1674년 ~ 1720년)
27대 경종선효대왕(1720년 ~ 1724년)
28대 영조현효대왕(1724년 ~ 1725년)
29대 진종소황제(1725년 ~ 1728년)
복위 영조현효대왕(1728년 ~ 1749년)
30대 장조의황제(1749년 ~ 1762년)
재복위 영조현효대왕(1762년 ~ 1776년)
31대 정조선황제(1776년 ~ 1800년)
32대 순조숙황제(1800년 ~ 1827년)
33대 문조익황제(1827년 ~ 1830년)
복위 순조숙황제(1830년 ~ 1834년)
34대 헌종성황제(1834년 ~ 1849년)
35대 철종장황제(1849년 ~ 1864년)
36대 고종광무황제(1864년 ~ 1919년)
37대 순종융희황제(1919년 ~ 1926년)
```

## 가계도
(역대 황실 수장은 굵은 글씨로 처리)

### 흥선대원군의 가족
- 이하응(흥선대원군, 헌의대원왕, 1820 ~ 1898)
- 민씨(여흥부대부인, 순목대원비, 1818 ~ 1898)): 민치구의 딸
  - 아들 이재면 (흥친왕, 1842 ~ 1912): 친일반민족행위진상규명위원회에 의해 친일반민족행위자로 발표됨.
    - 손자 이준용 (영선군, 1870 ~ 1917): 신궁봉경회 총재. 친일반민족행위진상규명위원회에 의해 친일반민족행위자로 발표됨.
      - 증손자 이우(흥영군, 1912 ~ 1945): 운현궁 종주. 의친왕의 차남
        - 고손자 : 이청
        - 고손자 : 이종

  - 아들 이형(고종태황제, 1852 ~ 1919)
    - 손자 이척 (순종효황제)
    - 손자 이강 (의친왕)
    - 손자 이은 (영친왕)
    - 손녀 이덕혜 (덕혜옹주)

  - 딸 조경호의 처
  - 아들 이재선 완은군 (1841 ~ 1881)
    - 손자 이관용(1891 ~ ?)

  - 딸 이윤용의 처

### 고종황제의 본가[1]
- 현조부 : 영조현효대왕(1694~1776)
- 현조모 : 정성현효왕후 서씨(1692 ~ 1757)
- 고대고모 : 화억옹주(1717 ~ 1718)
- 양고조부 : 진종소황제(1719 ~ 1728)
- 양고조모 : 효순소황후 조씨(1715 ~ 1751)
- 고대고모 : 화순옹주(1720 ~ 1758)
- 고대고모 : 화평옹주(1727 ~ 1748)
- 고대고모 : 화덕옹주(1728 ~ 1731)
- 고대고모 : 화협옹주(1733 ~ 1753)
- 고조부 : 장조의황제(1735 ~ 1762)
- 고조모 : 헌경의황후 홍씨(1735 ~ 1816)
  - 종증조부 : 의소태자(1750 ~ 1752)
  - 증조부 : 정조선황제(1752 ~ 1800)
  - 증조모 : 효의선황후 김씨(1753 ~ 1821)
    - 종조부 : 문효태자(1782 ~ 1786)
    - 조부 : 순조숙황제(1790 ~ 1834)
    - 조모 : 순원숙황후 김씨(1789 ~ 1857)
      - 부 : 문조익황제(1809 ~ 1830)
      - 모 : 효유태황태후 조씨(1809 ~ 1890)
        - 형 : 헌종성황제(1827 ~ 1849)
        - 형수 : 명헌황태후 홍씨(1831 ~ 1903)
        - 본인 : 고종태황제(1852 ~ 1919)[2]

      - 고모 : 명온공주(1810 ~ 1832)
      - 고모 : 영온옹주(1817 ~ 1829)
      - 고모 : 복온공주(1818 ~ 1832)
      - 숙부 : 왕자(조졸)(1820 ~ 1820)
      - 고모 : 덕온공주(1822 ~ 1844)
      - 숙부 : 철종장황제(1831 ~ 1864)
      - 숙모 : 명순태후 김씨(1837 ~ 1878)
        - 사촌남동생 : 융준원자(1858 ~ 1859)
        - 사촌여동생 : 영혜옹주(1858 ~ 1872)

    - 왕대고모 : 숙선옹주(1793 ~ 1836)

  - 증대고모 : 청연공주(1754 ~ 1821)
  - 종증조부 : 은언군(1754 ~ 1801)
    - 재종조부 : 상계군(1769 ~ 1787)
      - 재종숙부 : 익평군(1824 ~ 1864)
        - 삼종형제 : 덕안군(1852 ~ 1877)
        - 삼종형제 : 경은군(1860 ~ 1893?)

    - 재종조부 : 전계대원군(1785 ~ 1841)
      - 재종숙부 : 회평군(1827 ~ 1844)
      - 재종숙부 : 영평군(1828 ~ 1902)
        - 삼종형제 : 청안군(1851 ~ 1904)
          - 삼종질 : 풍선군(1875 ~ 1890)
            - 사종손 : 청풍군(1890~ 1932?)

  - 종증조부 : 은신군(1755 ~ 1771)
    - 재종조부 : 남연군(1788 ~ 1836)
      - 재종숙부 : 흥녕군(1809 ~ 1828)
        - 삼종형제 : 완림군(1831 ~ 1891)

      - 재종숙부 : 흥완군(1814 ~ 1848)
        - 삼종형제 : 완순군(1856 ~ 1922)

      - 재종숙부 : 흥인군(1815 ~ 1882)
        - 삼종형제 : 완영군(1857 ~ 1881)

      - 재종숙부이며 생부 : 흥선대원군(위 단 참조)

  - 증대고모 : 청선공주(1756 ~ 1802)
  - 증대고모 : 청근옹주(1758 ~ 1835)
  - 종증조부 : 은전군(1759 ~ 1778)
    - 재종조부 : 풍계군(1783 ~ 1826)
      - 재종숙부 : 완평군(1836 ~ 1909)
        - 삼종형제 : 인양군(1857 ~ 1896)
        - 삼종형제 : 의양군(1874 ~ 1935)
        - 삼종형제 : 예양군(1877 ~ 1909?)
- 고대고모 : 화완옹주(1738 ~ 1808)
- 고대고모 : 화유옹주(1740 ~ 1777)
- 고대고모 : 화령옹주(1753 ~ 1821)
- 고대고모 : 화길옹주(1754 ~ 1773)

### 고종 황제의 가족
- 이형 (고종 광무제, 1852 ~ 1919)
- 민자영 (명성태황후, 1854 ~ 1895)
  - 아들 원선세자 원(1870 ~ 1881)
  - 아들 (1871) 어려서 사망
  - 딸 (1873) 어려서 사망
  - 아들 (황제) 이척 (순종융희제, 1874 ~ 1926)
  - 며느리 (황후) 민태호의 딸 민씨 (순명효황후, 1872 ~ 1904): 자녀 없음
  - 며느리 (황후) 윤택영의 딸 윤씨 (순정효황후, 1894 ~ 1966): 자녀 없음
  - 아들 이덜 (1875~1876) 어려서 사망
  - 아들(1878~1883) 어려서 사망
- 후비 엄선영 (순헌황귀비, 1854 ~ 1911)
  - 아들 이은 (황태자, 영친왕, 1897 ~ 1970)
- 후궁 (영보당귀인 이씨, 1843 ~ 1928)
  - 아들 이선 (황자) (완친왕, 1868 ~ 1880)
  - 딸 이어(1871 ~ 1872)
- 후궁 (귀인 장씨, ? ~ ?)
- 딸 이긍(1875 ~ ? )
- 아들 이강 (황자) (의친왕, 1877 ~ 1955)
- 후궁 이완흥 (광화당귀인, 1887 ~ 1970)
  - 아들 이육 (황자) (1914 ~ 1915)
- 후궁 (보현당귀인 정씨, 1882 ~ ?)
  - 아들 이우 (황자) (1915 ~ 1916)
- 후궁 (상궁 서씨, ? ~ ?)
- 후궁 김충연 (상궁, ? ~ ?)
- 후궁 (내안당귀인 이씨, ? ~ ?)
  - 딸 (1879 ~ 1880)
- 후궁 김옥기 (삼축당상궁, 1890 ~ 1972)
- 후궁 (정화당상궁 김씨, 1871 ~ ?)
- 후궁 (상궁 염씨, ? ~ ?)
- 후궁 (복녕당귀인 양씨, 1882 ~ 1929)
  - 딸 이덕혜 (덕혜옹주 (황녀), 1912 ~ 1989)
  - 사위 소 다케유키 (대마도주, 1908 ~ 1985)
    - 외손녀 정혜 (마사에, 1932년 ~ 1956년)

### 의친왕의 왕가
- 이강 (의친왕)
  - 아들 이건 (모모야마 겐이치, 1909 ~ 1991): 1947년 일본으로 귀화
  - 부인 마츠다이라 요시코: 이방자 (왕비)의 외사촌. 1951년 이혼
    - 아들 모모야마 타다히사 (1932년생)
    - 아들 모모야마 킨야 (1935년생)
    - 딸 모모야마 하루코 (1938년생)

  - 부인 마에다 요시코
  - 아들 이우 (황손) (1912 ~ 1945): 영선군의 양자
  - 부인 박찬주 (1914 ~ 1995): 박영효의 손녀
    - 아들 이청  (1936 ~ )
    - 아들 이종  (1940 ~ 1960)

  - 아들 이방 (황손) (이해진, 1914 ~ 1951) 소헌세자파 이기손 양자.
  - 아들 이창 (황손) (이해직, 1915 ~ ?) 은전군파 이헌용 양자.
  - 딸 이영 (황손) (이해완, 1915 ~ 1981) 계동궁 이기용 양녀.
  - 아들 이주 (황손) (이해일, 1918 ~ 1982): 인평대군파 이인용 (황족)의 양자.
  - 딸 이진 (황손) (이해원, 1919 ~ 2020) 계동궁 이기용 양녀.
  - 아들 이곤 (황손) (1919 ~ 1984) 의친왕 후계자, 사동궁 종주
    - 아들 이준 (황손) (1961 ~ ) 사동궁 사손

  - 딸 이찬 (황손) (이해춘, 1920 ~ 2009) 계동궁 이기용 양녀
  - 딸 이숙 (황손) (이해숙, 1920 ~ ?) 계동궁 이기용 양녀
  - 아들 이광 (황손) (이해청, 1921 ~ 1952) 계동궁 이기용 양자
  - 아들 이현 (황손) (이경길, 1922 ~ 1996)
  - 딸 이공 (황손) (이해경, 1930 ~ ): 독신으로 뉴욕 생활. 의친왕에 대한 저서 집필.
  - 아들 이갑 (1938년) (이해룡, 1938 ~ 2014)
    - 아들 이상협 (봉사자, 1962 ~ ) 이구에게 양자, 이원으로 개명
    - 아들 이상우
    - 딸 이은영

  - 딸 이장 (황손) (이희자, 1940 ~ )
  - 아들 이석 (황손) (이해석, 1941 ~ ): 가수, 전주대학교 객원교수, 황실문화재단 이사장겸 총재, 울릉군 (독도) 홍보대사, 한국 유네스코 홍보대사.
    - 딸 이홍  (1974 ~ ): 모델. 2007년 KBS의 '한국사 傳'에서 덕혜옹주역을 연기하였다.
    - 딸 이진 (1979 ~ ): 도예작가

  - 아들 이환 (황손) (이해선, 1944 ~ )
  - 딸 이용 (황손) (이해란, 1944 ~ )
  - 아들 이정 (황손) (이해준, 1947 ~ )
  - 딸 이현 (황손) (이해련, 1950 ~ )
  - 딸 이민 (황손) (이창희, 1950 ~ )

### 의민황태자(영친왕)의 가족
- 이은 (영친왕)
- 황태자비 이방자 (나시모토노미야 마사코, 1901 ~ 1989)
  - 아들 이진 (1921 ~ 1922): 1921년 태어나 다음 해에 사망
  - 아들 이구 (1931 ~ 2005)
  - 부인 줄리아 멀록 (Julia Mullock, 1928 ~ ): 1982년 이혼.
    - 손자 이원 (황손) (양손, 1962 ~ ) 의친왕의 9남 이갑 아들에서 사후양자 출계

## 주요 인물
아래와 같이 대한제국 황제 및 황실수장의 신분을 받은 자에 대한 항목으로 내용 가운데에서 가족에 대해 기술하도록 한다.

### 고종 광무 태황제
조선왕조 제26대 국왕이자 대한제국 초대 황제 광무황제(고종).

### 덕혜옹주
고종 광무 태황제 이희의 고명딸인 덕혜옹주는 그의 만년인 1912년에 측실 양씨와의 사이에서 태어났다. 소위 한일 병합 뒤 1925년에 도쿄의 학습원에 유학하여 1930년 일본 옛 쓰시마번 번주의 후예인 백작 소 다케유키(宗武志)와 결혼하여 딸 마사에(正惠)를 낳았다. 덕혜옹주는 결혼 전부터 정신 이상이 나타나고 있었으나 결혼후 더욱 악화되었다. 1955년 소(宗)씨 가문으로부터 이연당하고 1962년 귀국했다. 소 마사에는 와세다대학(이방자의 저서에서는 메이지대학이라고 되어있고 그것이 널리 알려져 있으나 잘못된 정보이다)을 졸업하고 일본인과 결혼했으나 그 후 실종되어 행방불명되었다.

### 순종효황제
광무황제와 황후 민씨(명성황후) 사이에서 태어난 적남으로 1875년 왕세자에 책봉되었다. 대한제국 성립과 함께 황태자로 책봉되었다. 헤이그 밀사 사건을 일으켜 광무황제가 퇴위당한 뒤 대한제국 마지막 황제 융희황제(순종)로 경복궁에서 즉위하였다. 혼인은 하였으나 자손이 없다. 한일 병합 늑약의 조인과 함께 대한제국 황제의 신분을 실질적으로 잃고 그 지위에 상당하는 명시적 이왕(李王)의 칭호를 일왕인 히로히토로부터 받았다.

### 의민태자
광무황제와 황귀비 엄씨(순헌황귀비) 사이에서 태어난 서자 영친왕 은(垠)은 1907년 일제가 광무태황제를 강제로 폐위시키고 융희효황제를 즉위시키면서 황통 서열 1위 의친왕을 제치고 20살 어린 영친왕을 황태자로 지명한 후 일본으로 끌고 가 일본에서 교육을 받았다. 소위 한일 병합과 함께 명시적 왕공족 이왕세자에 봉해졌다. 1917년에 일본 육군사관학교를 졸업하고(제29기), 이듬해 일본 황족 나시모토미야노 모리마사 왕의 제1왕녀인 마사코(방자)와 결혼하였다. 융희황제 척이 붕어한 1926년에는 황실수장의 자리와 소위 이왕의 자리를 계승하였다. 이왕 부부는 도쿄의 아카사카 저택(현재 아카사카 프린스호텔 별관)에서 생활했다. 황태자 은은 실질적 일본 군인의 신분으로 우쓰노미야 연대장 등을 거쳐 종전시에는 중장까지 승진하였다. 패전 후 황태자 부부는 1947년 신분을 잃고 일본 국적도 상실하게 된다. 하지만 이승만 정권은 그들의 귀국을 허가하지 않았고 두 사람이 귀국을 한 것은 박정희가 쿠데타로 정권을 잡고 난 다음인 1963년의 일이었다. 두사람 사이에는 장남 이진(생후 8개월 만에 급사), 차남 이구가 있다. 사후 의민태자(懿愍太子) 추존.

### 창덕궁 이왕세자 구 (회은황태손)
황태자 은의 차남 이구(李玖)는 1931년 12월 29일 도쿄에서 태어났다. 아버지인 의민태자가 창덕궁 이왕의 작위를 받은 후 창덕궁 이왕세자의 지위를 획득했다.
전후 미국 프린스턴 대학에 유학하여 건축학을 배우고, 1958년 우크라이나계 미국인 여성 줄리아 멀록과 결혼했다. 미국에 귀화하였다. 1963년 한국에 귀국하여 사업가로 활동하였으나 경영하던 신한항공이 1979년에 도산하였고 1982년에는 부인 줄리아와도 이혼하였다. 이혼 후에는 다시 일본으로 건너갔으나 2005년 7월 16일, 독살로 인한 심장마비로 자신이 태어난 곳인 도쿄 아카사카 프린스호텔에서 서거하였다. 향년 75세. 대한제국에서 공식 봉호를 받은 것이 없기 때문에 호칭은 없으나 종친회에서 회은황세손이라는 사호를 붙여주었다.  

### 의친왕 이강과 그 자손들

#### 의친왕
광무황제에게는 적남인 융희황제 외에 귀인 장씨와의 사이에서 태어난 서자 의친왕이 있었다.  의친왕은 1910년 소위 한일 병합 이후 왕공족 제도 시행으로 ‘이강(李堈) 공’으로 불리게 된다. 항일독립운동에도 참가하였다.
의친왕 강에게는 선원계보기략에 따르면 12남 9녀를 두었고, 6남 이곤이 가문을 승계하였고, 이곤의 장남 이준이 의친왕가의 종주가 되었고, 9남 이갑의 장남 이상협이 영친왕의 아들 이구에게 사후 양자로 출계하여 영친왕계를 이어 황사손이 되었다.

#### 이건
이건(李鍵)은 의친왕 이강의 장남으로 고종의 장손자이다. 의친왕이 1930년에 강제 은거를 당하자 소위 공위를 세습 받아 ‘이건공 전하’로 불렸다. 대한제국 한성부에서 태어나 일본 육군사관학교와 일본 육군대학교를 졸업하였고, 일본 제국 육군에 입대하여 계급이 대좌에 이르렀다. 1931년에 영친왕비 이방자(李方子)의 외사촌 마쓰다이라 요시코(松平誠子/佳子)와 결혼하였으며, 1947년에 ‘모모야마 겐이치’(桃山虔一)로 개명하고 일본에 귀화하였다.

#### 이우
이우(李鍝)는 의친왕 이강의 차남이다. 1917년에 흥선대원군의 장손 이준용이 사망하자 당숙의 양자로 입적되어 운현궁의 4대 종주가 되었다. 운현궁을 상속한 후에 소위 공위를 세습 받아 ‘이우공 전하’로 불렸다. 사망 이후에 사시인 흥영군에 추봉되었다. 소위 일제강점기 조선 경성부에서 태어나 일본 육군사관학교와 일본 육군대학교를 졸업하였고, 일본 제국 육군에 입대하여 계급이 중좌에 이르렀다. 일본 정부에 의해 일본 황족과의 결혼을 강요받았지만 조선인과 혼인하기 위해 저항하여 박영효의 서손녀 박찬주와 결혼하였다. 1945년 8월 6일에 일본 히로시마에서 원자 폭탄에 피폭되어 8월 7일에 사망하였다. 1945년 8월 15일에 경성운동장에서 장례식이 거행되었으며, 유해는 흥원에 안장되었다.

#### 이곤
이곤(李錕)는 의친왕 이강의 6남으로 큰 형 이건이 일본으로 귀화하고, 둘째 형 이우부터 다섯째 형 이주까지 종친에게 양자로 출계함에 따라서 의친왕의 후계자가 되어 의친왕가의 종주가 되어 사동궁의 사자(嗣子, 상속자)가 되었다.  의친왕과 의친왕비 김씨의 장례식에 상주로 제사를 지냈다.  운현궁 영선군 이준용의 사후 양자로 입양된 흥영군 이우(李鍝)의 친동생이다.  6.25 전쟁 이후 생활고에 시달렸고, 1960년~1962년 제2공화국 장면 정부 때 국회도서관 사서로 재직했다. 이후 1964년 국회의원 황호현의 천거로 국회사무처 공무원으로 임용되어 1974년까지 재직하였다.

#### 이준
이준(李準)은 의친왕 가문의 종손이며 사동궁(寺洞宮, 의왕부(義王府))의 사손(嗣孫)이다.  의친왕가 종주 이곤의 장남으로 1961년 9월 11일 서울에서 탄생하였다.  이준 황손은 칠궁(七宮, 現 청와대 영빈관)과 덕수궁(德壽宮)에서 거주하던 중 친일 세력 및 제5공화국 전두환 정권 초기의 퇴거 조치로 인하여, 서울 청량2동 205번지 홍릉 (現 영휘원(永徽園, 순헌황귀비 엄씨의 묘소) 재실로 거처를 옮기게 되었다. 이때 부모님과 홍릉 재실에서 거주하기도 하였고,  1998년에서 이듬해 1999년까지 희망의한국신당 중앙위원 직위를 거쳐 2000년에서 이듬해 2001년까지 자유민주연합 상임행정위원 직위 역임을 하였고 자민련 탈당 이후 외국계 전자회사에서 상무이사, 전임이사, 부이사장 직위를 거쳐 이사장으로 근무를 했었다.  1989년 4월 21일 종조모인 덕혜옹주가 자녀가 없이 별세하자 이준이 상주가 되어 장례를 치루었고, 며칠 뒤인 4월 30일 영친왕비 이방자(英親王妃 李方子)가 훙서하시자 당숙인 회은황태손 이구와 함께 장례를 치루었다.  2005년 당숙인 이구가 일본에서 갑자기 훙서(薨逝)하자, 현 황사손 이원(皇嗣孫 李源)과 함께 황사손(皇嗣孫)으로 거론이 되기도 하였고 황실 내부 상의 끝에 이준은 사동궁 사손으로서 의친왕가를 이어야 했기에, 사촌동생 이원이 영친왕계로 출계하여 황사손에 봉직하는 것으로 결정하였다.
현재는 사동궁(寺洞宮, 의왕부(義王府))의 사손(嗣孫)으로써 의친왕기념사업회를 설립하여 5대 제향(조경단, 환구대제, 종묘대제, 사직대제, 건원릉제)과 의친왕 제향 및 각 능 제향에 활동하면서 황실의 전통문화 계승과 보전하는데 힘쓰고 있으며, 의친왕과 독립운동가들의 활동을 연구, 보존, 전시하는 사업을 진행 중이다. 슬하에 2남을 두고 있다.

## 1910년 한일합방 이후 왕공족
대한제국 황실의 일원으로 왕공족에 편입된 인원은 총 24명이다.

## 같이 보기
- 대한제국의 역대 황제
- 조선 왕 가계도
- 한국의 제위 계승 순위
- 궁 (만화): 대한제국 황실을 소재로 한 작품. 이를 바탕으로 한 궁 (드라마)가 MBC에서 방송되어 큰 인기를 얻었다.
  - 궁S: 드라마 《궁》의 후속작으로 MBC에서 방영되었다.
- 더킹 투하츠
- 마이 프린세스
- 황후의 품격